# Кортеласор
Кортеласор (ісп. Cortelazor) — муніципалітет в Іспанії, у складі автономної спільноти Андалусія, у провінції Уельва. Населення — 300 осіб (2010).
Муніципалітет розташований на відстані близько 370 км на південний захід від Мадрида, 80 км на північ від Уельви.

## Демографія
Динаміка населення (INE ):